# NGC 4969-1
NGC 4969-1 is een elliptisch sterrenstelsel in het sterrenbeeld Maagd. Het hemelobject werd op 27 april 1887 ontdekt door de Amerikaanse astronoom Edward D. Swift.

## Synoniemen
- MCG 2-33-55
- ZWG 72.4
- KCPG 365A
- PGC 45425